# Musée Labenche

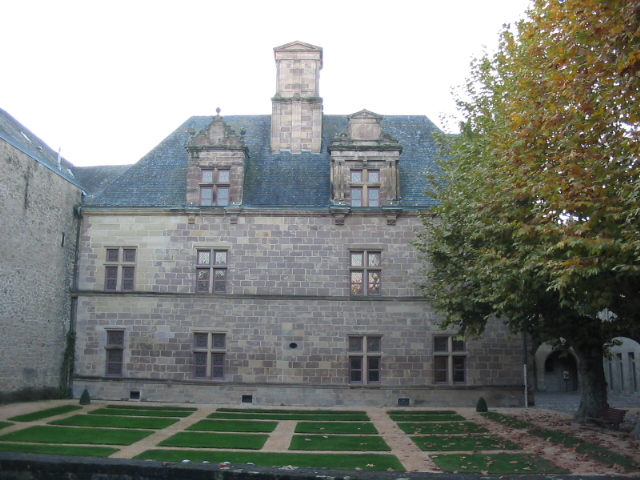
Das Museumsgebäude

Das Musée Labenche, d’Art et d’Histoire de la ville de Brive ist ein städtisches Museum in Brive-la-Gaillarde im französischen Département Corrèze. Es hat seit 2002 den Status eines Musée de France.

## Geschichte

Historisches Museumsgebäude in der Rue Docteur Massénat, um 1907

Das städtische Museum von Brive wurde auf Initiative von Ernest Rupin, dem Präsidenten der Société scientifique, historique et archéologique de la Corrèze, gegründet und umfasste anfangs die Sammlungen der Gesellschaft. Untergebracht war es im ehemaligen Clarissenconvent in der Rue du Docteur Massénat. 1883 wurde es der Öffentlichkeit zugänglich gemacht. Nach seinem Gründer führte es bis 1989 den Namen Musée Ernest Rupin. Auf Platzgründen wurde es 1989 in das Hôtel Labenche verlegt, ein renaissancezeitliches Hôtel particulier mit Ehrenhof, das um 1540 durch Jean II. de Calvimont, Seigneur de La Labenche, königlicher Siegelbewahrer und Gerichtsschreiber für das Bas-Limousin, errichtet worden war. Das frühere Museumsgebäude ist heute Sitz des Stadtarchivs.

## Sammlungen
Die Sammlungen des Museums umfassen rund 60.000 Objekte, von denen 5000 dauerhaft ausgestellt sind. In 17 Sälen ist die Geschichte der Stadt Brive und ihrer Umgebung vom Paläolithikum bis zur Gegenwart dargestellt. Die Ausstellung gliedert sich in folgende Abteilungen:
- Vor- und Frühgeschichte
- Regionalgeschichte von der gallorömischen Epoche bis zur Gegenwart
- Tapisserien
- Kunstsammlung
- Berühmte Persönlichkeiten
- Volkskunde
- Naturkunde
- Numismatik und Sigillographie
- Musikinstrumente
- Möbel

Der Schwerpunkt der Kunstsammlung liegt auf Werken mit Bezug zur Region, darunter die Porträts des Kardinals Guillaume Dubois aus der Werkstatt von Hyacinthe Rigaud und Ernest Rupin von Alexandre Bertis oder die Ermordung des Maréchal Brune von Jean-Jacques Scherrer und Werke von Gaston Vuillier, Arthur Delsart, Raphaël Gaspéri oder Albert Brival. Zu den bedeutenden Arbeiten auswärtiger Künstler gehört die Hochzeit der Heiligen Katharina von Juan de Valdés Leal aus der andalusischen Schule des 17. Jahrhunderts.
Zu den Exponaten der Musikalienabteilung gehören eine Akkordeonsammlung mit Instrumenten von François Dedenis, dessen Betrieb von 1897 bis 1939 in Brive produzierte, sowie ein Blüthner-Flügel von Claude Debussy aus dem Jahr 1904, der über Debussys Schwiegersohn Raoul Bardac nach Corrèze kam und 1989 in die Sammlungen des Hauses aufgenommen wurde. Die 13 Tapisserien, hergestellt vorwiegend im 17. Jahrhundert, stammen aus Aubusson und aus der königlich englischen Manufaktur von Mortlake.